# Dysdera nomada
Dysdera nomada là một loài nhện trong họ Dysderidae.
Loài này thuộc chi Dysdera. Dysdera nomada được Eugène Simon miêu tả năm 1910.